# Station Jankowa
Station Jankowa is een spoorwegstation in de Poolse plaats Jankowa.